# Lev Le Achim
Lev Le-Achim (en hebreu: לב לאחים) (en català: "un cor per als germans"), és una organització jueva ortodoxa que opera a l'Estat d'Israel. L'organització segueix els ensenyaments del judaisme ortodox i treballa per moure als estudiants de les escoles seculars israelianes cap a les escoles basades en l'ensenyament de la Torà i els ensenyaments religiosos. Lev Le-Achim envia estudiants d'alt nivell de yeshivot i col·legis per reclutar als nens israelians per portar-los a les escoles primàries religioses.
Com totes les organitzacions de Kiruv, el seu objectiu és ensenyar a aquells que han crescut en un ambient jueu no ortodox a practicar el judaisme. Com a institució jueva ortodoxa, Lev Le-Achim s'adhereix a la Halacà, la Llei jueva, tal com l'ensenyen el Talmud de Babilònia i el Xulkhan Arukh. Lev Le-Achim observa el Shabat jueu i els dies festius, i promou les formes tradicionals de vestir (tzniut).
Entre els seus objectius estan: permetre que els nens jueus rebin una educació basada en la Torà, ajudar els jueus a guardar el Shabat en el termini d'un any i evitar que les dones jueves tinguin relacions sexuals amb els homes àrabs. Tenen centres d'estudi de la Torà, ajuden als nous immigrants jueus (olim chadashim), tenen un programa de germans majors, una organització de Kiruv, i programes de prevenció de l'abandonament escolar.
Molts grans rabins han mostrat el seu suport a aquesta organització. Hi ha hagut algunes denúncies d'assetjament per part de Lev Le-Achim i un altre grup similar anomenat Yad Le-Achim, contra altres organitzacions religioses que operen a Israel, així com una lentitud en la resposta de les autoritats israelianes, la qual cosa segueix sent motiu de preocupació per al Departament d'Estat dels Estats Units, com es descriu en el seu informe anual sobre la llibertat religiosa internacional, publicat en 2009.